# Gazi Koşusu
Gazi Koşusu (тур. Скачки Гази) — турецкие скачки, проводимые ежегодно в честь первого президента Турецкой Республики Мустафы Кемаля Ататюрка. Учреждены в 1927 году, являются крупнейшими и престижнейшими скачками в Турции. В скачках участвуют ежегодно 22 лошади возрастом до 3 лет каждая, протяжённость дистанции — 2400 м. Скачки проходят по часовой стрелке на ипподроме Велиефенди в Стамбуле.

## История
Первый президент Турецкой Республики Мустафа Кемаль носил титул гази, присвоенный ему в 1923 году Великим национальным собранием Турции за заслуги в войне за независимость Турции. С 1934 года Кемаль отказался от титула, приняв по Закону о фамилии свою фамилию Ататюрк. Ататюрк увлекался скачками, считая их необходимыми для развития нового общества. Он проводил скачки даже во время войны за независимость в Анкаре, новой столице.
10 июня 1927 года в Анкаре прошли первые скачки британских скакунов без возрастных ограничений на дистанции 2000 м, победителями стали жокей Ыхсан Атчи и лошадь Нериман, владельцем которого был Али Мухиддин Хаджы Бекир, потомственный кондитер. Жокею присудили приз в 2 тысячи лир. В 1928 году ввели ограничения по возрасту и массе. В 1929 году на скачках побеждали будущие турецкие президенты — Джеляль Баяр в 1929 году (Кап Гри Не) и Исмет Инёню в 1930 году (Ольго).
В 1932 году на скачки стали допускать только лошадей британских пород возрастом 3 года, родившихся в Турции. Дистанция сократилась до 2200 м, приз вырос до 5 тысяч лир. В 1936 году гонку провели на городском ипподроме Анкары, построенном рядом со стадионом 19 мая. С 1938 года в память о главном поклоннике скачек соревнование носит имя Ататюрка и проводится ежегодно, но с 1968 года только в Стамбуле. Победитель получает приз в размере 850 тысяч турецких лир (530 тысяч долларов США по состоянию на июнь 2011 года), ещё причитается бонус в 533500 турецких лир (333 тысячи долларов США на июнь 2011 года) как оплата расходов на содержание лошади. С 1970 года победитель получает приз и в виде серебряной статуи всадника — Мустафы Кемаля. Автором трофея являются скульптор Мехмет Шади Чалык (1917—1979).

## Рекорды
Рекорд скачек по времени преодоления дистанции поставили жокей Халис Караташ (род. 1972) и конь Болд Пайлот (владелец Эздемир Атман): в 1996 году они преодолели дистанцию за 2 минуты 26,22 секунд. Рекордсменом по числу побед является Садык Элиешил (1925—2008), чьи скакуны побеждали 13 раз:
| Год  | Лошадь         |
| ---- | -------------- |
| 1950 | Дарлинг        |
| 1953 | Кусун          |
| 1961 | Атлыхан        |
| 1963 | Меликшах       |
| 1964 | Кайарлы        |
| 1971 | Минимо         |
| 1972 | Аккор          |
| 1973 | Карайел        |
| 1976 | Бугра          |
| 1982 | Тораман        |
| 1984 | Картахена      |
| 1986 | Хафыз          |
| 2005 | Популар Деманд |

Рекордсменом из жокеев по числу побед являются Мюмин Чыглын (род. 1935), побеждавший девять раз:
| Год  | Лошадь         |
| ---- | -------------- |
| 1960 | Элен Де Троя   |
| 1965 | Апачи          |
| 1974 | Надас          |
| 1979 | Доктор Зефероф |
| 1981 | Дерсим         |
| 1985 | Угуртай        |
| 1986 | Хафыз          |
| 1988 | Топ Имидж      |
| 1991 | Аббас          |

В 2012 году Халис Караташ пятый раз подряд выиграл скачки на своём скакуне по кличке Матадор Яшар, владелец скакуна — Ахмет Гёчмен (ранее Караташ побеждал с Матадором Яшаром в 1996, 2005, 2006 и 2011 годах).